# UEFA Women's Futsal Championship 2023
Il campionato europeo di calcio a 5 femminile 2023 (ufficialmente UEFA Women's Futsal Championship 2023) è stata la 3ª edizione del torneo. La competizione è iniziata l'11 maggio 2022 per finire il 19 marzo 2023.

## Squadre partecipanti
Un totale di 23 nazionali femminili partecipano alla prima edizione del campionato europeo. La Lettonia ha fatto il suo debutto nella competizione.
Il sorteggio si è tenuto il 18 febbraio 2022 a Nyon, nel quartier generale dell'UEFA.

Il meccanismo per il sorteggio è stato il seguente:
- Nel turno preliminare le 12 nazionali sono state sorteggiate in tre gruppi di quattro squadre ciascuno. Dapprima le tre nazionali individuate come organizzatrici sono state sorteggiate e assegnate nella loro fascia di ranking. Successivamente le nove nazionali rimaste sono state sorteggiate in base alle loro fasce di ranking (prima le più basse).
- Nel turno principale le 16 nazionali sono state sorteggiate in quattro gruppi di quattro squadre ciascuno. Dapprima le tre nazionali individuate come organizzatrici sono state sorteggiate e assegnate nella loro fascia di ranking. Successivamente le 13 nazionali rimaste sono state sorteggiate in base alle loro fasce di ranking (prima le più basse). In base alla decisione dell'Emergency Panel dell'UEFA Spagna e Gibilterra non potevano essere sorteggiate nello stesso gruppo: in tal caso Gibilterra sarebbe stata scambiate con la nazionale appartenente alla sua stessa fascia di ranking nel gruppo successivo.

### Ranking nazioni
| Turno principale | Turno principale | Turno principale | Turno principale |
| Rank             | Federazione      | Coeff.           | Urna             |
| ---------------- | ---------------- | ---------------- | ---------------- |
| 1                | Spagna           | TBD              | 1                |
| 2                | Portogallo (H)   | TBD              | 1                |
| 3                | Russia           | TBD              | 1                |
| 4                | Ucraina (H)      | TBD              | 1                |
| 5                | Ungheria         | 5.000            | 2                |
| 6                | Finlandia (H)    | 4.667            | 2                |
| 7                | Italia           | 4.667            | 2                |
| 8                | Polonia          | 4.000            | 2                |
| 9                | Croazia          | 4.000            | 3                |
| 10               | Svezia           | 3.667            | 3                |
| 11               | Rep. Ceca        | 3.667            | 3                |
| 12               | Bielorussia      | 2.417            | 3                |

| Turno preliminare | Turno preliminare    | Turno preliminare | Turno preliminare |
| Rank              | Federazione          | Coeff.            | Urna              |
| ----------------- | -------------------- | ----------------- | ----------------- |
| 13                | Paesi Bassi          | 2.333             | 1                 |
| 14                | Belgio               | 2.125             | 1                 |
| 15                | Slovenia             | 2.000             | 1                 |
| 16                | Slovacchia           | 1.750             | 2                 |
| 17                | Serbia (H)           | 1.667             | 2                 |
| 18                | Kazakistan           | 1.000             | 2                 |
| 19                | Gibilterra (H)       | 0.500             | 3                 |
| 20                | Irlanda del Nord     | 0.333             | 3                 |
| 21                | Bosnia ed Erzegovina | 0.333             | 3                 |
| 22                | Lituania (H)         | 0.250             | 4                 |
| 23                | Moldavia             | 0.250             | 4                 |
| 24                | Lettonia             | 0.000             | 4                 |

Note
- (H) – Nazione ospitante

### Formula
- Turno preliminare (11 - 14 maggio 2022)

Tre gironi da quattro squadre.

Ogni girone conterrà una squadra da ognuna delle quattro fasce, classificate in base al ranking per coefficienti.

Le tre vincitrici dei gironi e, a seguito dell'esclusione della Russia, le due migliori seconde, passano il turno.
- Turno principale (18 - 23 ottobre 2022)

Le 16 squadre si affronteranno in quattro gironi da quattro, già sorteggiati.

Le quattro vincitrici dei gironi si qualificano per la fase finale.
- Final four (17 - 19 marzo 2023)

Le 4 squadre si affronteranno in un torneo ad eliminazione diretta. Una di queste squadre ospiterà il torneo.

## Turno preliminare
Tutti gli orari sono CEST (UTC+2), come indicato dall'UEFA. Gli orari locali, se differenti, sono indicati tra parentesi.
(H) indica la nazione ospitante.

### Gruppo A
| Squadra          | P.ti | G | V | N | P | GF | GS | DR  |
| ---------------- | ---- | - | - | - | - | -- | -- | --- |
| Paesi Bassi      | 9    | 3 | 3 | 0 | 0 | 13 | 2  | +11 |
| Serbia (H)       | 6    | 3 | 2 | 0 | 1 | 12 | 6  | +6  |
| Irlanda del Nord | 3    | 3 | 1 | 0 | 2 | 5  | 5  | 0   |
| Lettonia         | 0    | 3 | 0 | 0 | 3 | 1  | 18 | -17 |

| Arbitri: | Mariia Glekova Martin Køster Zyl Robert Fred Sheriff |
| Crono:   | Marko Aleksic                                        |

|               |           |                         |
| McKay 13'36'’ | Marcatori | 14'09'’, 26'13'’ Trišić |

| Arbitri: | Dominykas Norkus Zyl Robert Fred Sheriff Martin Køster |
| Crono:   | Marko Aleksic                                          |

|                                                                      |           |  |
| Drost 2'22'’ de Groen 6'18'’, 14'18'’ Hand 13'23'’, 28'17'’, 28'25'’ | Marcatori |  |

| Arbitri: | Martin Køster Dominykas Norkus Mariia Glekova |
| Crono:   | Marko Aleksic                                 |

|  |           |                                    |
|  | Marcatori | 16'02'’ Verschoor 28'15'’ de Groen |

| Arbitri: | Zyl Robert Fred Sheriff Mariia Glekova Dominykas Norkus |
| Crono:   | Marko Aleksic                                           |

| |           |  |
| Vukovic 0'55'’ Knežević 6'10'’ Janković 13'12'’ Marjanović 19'51'’ Marenić 23'19'’, 33'49'’ Garanča 26'17'’ (aut.) Trbojević 32'20'’ | Marcatori |  |

| Arbitri: | Zyl Robert Fred Sheriff Mariia Glekova Dominykas Norkus |
| Crono:   | Marko Aleksic                                           |

|                 |           |                                                 |
| Garanča 32'54'’ | Marcatori | 1'59'’ Brown 11'50'’, 12'41'’ McKay 18'43'’ Rea |

| Arbitri: | Martin Køster Dominykas Norkus Mariia Glekova |
| Crono:   | Marko Aleksic                                 |

|                          |           |                                                                  |
| Vukovic 16'47'’, 32'09'’ | Marcatori | 6'20'’, 9'44'’ de Groen 24'27'’, 25'22'’ Drost 38'38'’ Kortlever |

### Gruppo B
| Squadra        | P.ti | G | V | N | P | GF | GS | DR  |
| -------------- | ---- | - | - | - | - | -- | -- | --- |
| Belgio         | 7    | 3 | 2 | 1 | 0 | 19 | 6  | +13 |
| Slovacchia     | 7    | 3 | 2 | 1 | 0 | 9  | 5  | +4  |
| Gibilterra (H) | 1    | 3 | 0 | 1 | 2 | 9  | 13 | -4  |
| Moldavia       | 1    | 3 | 0 | 1 | 2 | 6  | 19 | -13 |

| Arbitri: | Roosa-Maria Karoliina Tuomi Daniel Deca Slawomir Steczko |
| Crono:   | Antonio Ballesteros                                      |

| |           |               |
| Van Roie 1'07'’, 25'45'’, 37'21'’ Van den Bergh 6'10'’, 34'07'’ Gomboso 7'24'’, 24'40'’, 38'23'’ Drumont 11'58'’ Wielockx 13'31'’, 32'51'’ Peeters 36'06'’ | Marcatori | 35'20'’ Bîrca |

| Arbitri: | Annamaria Tolnay Slawomir Steczko Daniel Deca |
| Crono:   | Antonio Ballesteros                           |

|                                                           |           |                              |
| Valová 3'50'’, 13'34'’ Tyčiaková 16'23'’ Rybanská 20'59'’ | Marcatori | 20'25'’ Neale 37'24'’ Victor |

| Arbitri: | Slawomir Steczko Roosa-Maria Karoliina Tuomi Annamaria Tolnay |
| Crono:   | Antonio Ballesteros                                           |

|                |           |                        |
| Hanková 2'08'’ | Marcatori | 32'26'’ (rig.) Drumont |

| Arbitri: | Daniel Deca Annamaria Tolnay Roosa-Maria Karoliina Tuomi |
| Crono:   | Antonio Ballesteros                                      |

|                                                     |           |                                              |
| Victor 12'06'’ Gilbert 19'59'’ Salah El-Din 23'40'’ | Marcatori | 12'51'’, 33'53'’ Ciobanu 36'30'’ (aut.) Holt |

| Arbitri: | Slawomir Steczko Daniel Deca Roosa-Maria Karoliina Tuomi |
| Crono:   | Antonio Ballesteros                                      |

|                                                                              |           |                                                                                              |
| Gilbert 0'24'’ Salah El-Din 21'34'’ Mascarenhas-Olivero 31'39'’ Karp 33'49'’ | Marcatori | 7'16'’, 16'29'’, 39'59'’ Gomboso 10'24'’ (aut.) Garcia 22'28'’ Van den Bergh 34'21'’ Drumont |

| Arbitri: | Annamaria Tolnay Roosa-Maria Karoliina Tuomi Daniel Deca |
| Crono:   | Antonio Ballesteros                                      |

|                                |           |                                                                  |
| Ciobanu 9'21'’ Catarău 39'26'’ | Marcatori | 9'39'’, 37'13'’ Kucharčíková 29'01'’ Majtényiová 39'35'’ Hanková |

### Gruppo C
| Squadra              | P.ti | G | V | N | P | GF | GS | DR  |
| -------------------- | ---- | - | - | - | - | -- | -- | --- |
| Slovenia             | 9    | 3 | 3 | 0 | 0 | 23 | 2  | +21 |
| Bosnia ed Erzegovina | 6    | 3 | 2 | 0 | 1 | 19 | 9  | +10 |
| Lituania (H)         | 1    | 3 | 0 | 1 | 2 | 2  | 16 | -14 |
| Kazakistan           | 1    | 3 | 0 | 1 | 2 | 5  | 22 | -17 |

| Arbitri: | David Glavonjic Florentina Kallaba Monika Czudzinowicz |
| Crono:   | Šarūnas Tamulynas                                      |

|                                                   |           |                 |
| Novak 14'03'’ Marković 19'47'’ (aut.) Kos 21'01'’ | Marcatori | 34'49'’ Milović |

| Prienai 11 maggio 2022, ore 17:30 (18:30 EEST) | Kazakistan                                            | 0 – 0 (0-0) referto | Lituania | Prienai Arena\| Arbitri: \| Darko Boskovic Monika Czudzinowicz Florentina Kallaba \| \| Crono: \| Šarūnas Tamulynas \| |
| Arbitri:                                       | Darko Boskovic Monika Czudzinowicz Florentina Kallaba |                     |          | |
| Crono:                                         | Šarūnas Tamulynas                                     |                     |          | |

| Arbitri: | Monika Czudzinowicz David Glavonjic Darko Boskovic |
| Crono:   | Šarūnas Tamulynas                                  |

|                  |           | |
| Fedyakina 1'13'’ | Marcatori | 0'31'’, 4'06'’, 34'41'’ Škvorc 10'00'’, 16'34'’ Ložar 11'19'’ Žvokelj 13'45'’ (aut.) Tkach 14'30'’ Adamič 19'40'’ Novak 34'21'’ Kranjc 38'37'’ Kozina |

| Arbitri: | Florentina Kallaba Darko Boskovic David Glavonjic |
| Crono:   | Šarūnas Tamulynas                                 |

|                                        |           |                                                                                                  |
| Dockaitė 7'22'’ (rig.), 17'11'’ (rig.) | Marcatori | 2'53'’, 9'55'’ (rig.) Bagarić 3'56'’, 24'56'’, 32'53'’ Crnoja 13'18'’ Alibašić 38'51'’ Mujanović |

| Arbitri: | Darko Boskovic Monika Czudzinowicz David Glavonjic |
| Crono:   | Šarūnas Tamulynas                                  |

| |           |                                                    |
| Milović 2'16'’, 16'47'’ Trumić 9'26'’, 15'17'’, 30'33'’ Bagarić 15'47'’, 32'47'’, 39'13'’ Mujanović 32'09'’ Njeguš 37'52'’ Crnoja 39'59'’ | Marcatori | 0'31'’, 19'01'’, 22'20'’ Vyldanova 5'08'’ Sadykova |

| Arbitri: | David Glavonjic Florentina Kallaba Monika Czudzinowicz |
| Crono:   | Šarūnas Tamulynas                                      |

|  |           | |
|  | Marcatori | 3'23'’ Ines 9'18'’ Ložar 11'09'’ Žvokelj 19'07'’ Šnofl 21'05'’, 21'23'’, 28'24'’ Kos 25'40'’ Kozina 35'57'’ Kranjc |

### Piazzamento delle seconde classificate
Per determinare le due migliori seconde vengono considerati solo i punti conseguiti negli incontri con la prima e la terza classificata.
| Pos. | Grp. | Squadra              | P.ti | G | V | N | P | GF | GS | DR |
| ---- | ---- | -------------------- | ---- | - | - | - | - | -- | -- | -- |
| 1    | B    | Slovacchia           | 4    | 2 | 1 | 1 | 0 | 5  | 3  | +2 |
| 2    | C    | Bosnia ed Erzegovina | 3    | 2 | 1 | 0 | 1 | 8  | 5  | +3 |
| 3    | A    | Serbia               | 3    | 2 | 1 | 0 | 1 | 4  | 6  | -2 |

## Turno principale
Tutti gli orari sono CEST (UTC+2), come indicato dall'UEFA. Gli orari locali, se differenti, sono indicati tra parentesi.
(H) indica la nazione ospitante.

### Gruppo 1
| Squadra       | P.ti | G | V | N | P | GF | GS | DR  |
| ------------- | ---- | - | - | - | - | -- | -- | --- |
| Spagna        | 9    | 3 | 3 | 0 | 0 | 27 | 3  | +24 |
| Svezia        | 4    | 3 | 1 | 1 | 1 | 7  | 11 | -4  |
| Finlandia (H) | 3    | 3 | 1 | 0 | 2 | 13 | 10 | +3  |
| Belgio        | 1    | 3 | 0 | 1 | 2 | 3  | 26 | -23 |

| Arbitri: | Fatma Özlem Tursun Viktor Bugenko Stephen Vella |
| Crono:   | Eetu Silén                                      |

| |           |  |
| Ana Luján 5'14'’ Sotelo 5'36'’, 27'57'’, 37'05'’ Pino Cabrera 6'45'’, 22'37'’ Samper 12'20'’ Mayte 14'03'’ Noelia 14'56'’ I. Córdoba 18'21'’, 19'50'’, 33'32'’ Ale de Paz 29'12'’ Peque 37'51'’ | Marcatori |  |

| Arbitri: | Dominykas Norkus Stephen Vella Viktor Bugenko |
| Crono:   | Eetu Silén                                    |

|                                      |           |                               |
| Aguilar 1'23'’, 31'58'’ Glans 3'55'’ | Marcatori | 31'08'’ Mäntylä 37'03'’ Viren |

| Arbitri: | Viktor Bugenko Dominykas Norkus Fatma Özlem Tursun |
| Crono:   | Eetu Silén                                         |

|                      |           |                                                                                         |
| Kiryo 20'31'’ (rig.) | Marcatori | 2'28'’ Sotelo 3'23'’ Luci 12'09'’ Samper 16'14'’ Noelia 22'18'’ Peque 24'57’ Ale de Paz |

| Arbitri: | Stephen Vella Fatma Özlem Tursun Dominykas Norkus |
| Crono:   | Eetu Silén                                        |

| |           |  |
| Herranen 2'55'’ Viren 5'17'’, 24'24'’, 39'44'’ (rig.) Mäntylä 6'30'’ Hannula 8'32'’ Lind 9'47'’, 10'31'’ Ylikraka 29'22'’ | Marcatori |  |

| Arbitri: | Viktor Bugenko Dominykas Norkus Fatma Özlem Tursun |
| Crono:   | Eetu Silén                                         |

|                                              |           |                                                    |
| Bakar 19'31'’ Meyers 23'11'’ Drumont 30'23'’ | Marcatori | 19'45'’ Glans 25'31'’ Aguilar 29'44'’ (rig.) Kiryo |

| Arbitri: | Stephen Vella Fatma Özlem Tursun Dominykas Norkus |
| Crono:   | Eetu Silén                                        |

|                      |           | |
| Lind 5'50'’, 12'34'’ | Marcatori | 0'26'’, 2'35'’, 20'09'’ Sotelo 2'48'’ Ale de Paz 3'12'’ (aut.) Lauermaa 13'51'’ Dany 31'28'’ Mayte |

### Gruppo 2
| Squadra     | P.ti | G | V | N | P | GF | GS | DR |
| ----------- | ---- | - | - | - | - | -- | -- | -- |
| Ucraina     | 7    | 3 | 2 | 1 | 0 | 11 | 4  | +7 |
| Paesi Bassi | 6    | 3 | 2 | 0 | 1 | 5  | 6  | -1 |
| Polonia (H) | 4    | 3 | 1 | 1 | 1 | 4  | 3  | +1 |
| Croazia     | 0    | 3 | 0 | 0 | 3 | 1  | 8  | -7 |

| Arbitri: | Cristiano Santos Ugur Cakmak Juan Boelen |
| Crono:   | Damian Grabowski                         |

|  |           |                                 |
|  | Marcatori | 0'42'’ Kubaszek 30'35'’ Moskała |

| Arbitri: | Norbert Szilágyi Juan Boelen Ugur Cakmak |
| Crono:   | Damian Grabowski                         |

|                                                                     |           |                        |
| Tytova 6'24'’, 8'10'’ Forsiuk 24'43'’ Ruban 30'46'’ Kyslova 34'34'’ | Marcatori | 38'01'’, 38'11'’ Prijs |

| Arbitri: | Juan Boelen Cristiano Santos Norbert Szilágyi |
| Crono:   | Damian Grabowski                              |

|                     |           |                                                                        |
| Stipančević 15'14'’ | Marcatori | 16'04'’ Ruban 21'27'’, 31'12'’ Tytova 30'56'’ Dubytska 34'06'’ Forsiuk |

| Arbitri: | Ugur Cakmak Norbert Szilágyi Cristiano Santos |
| Crono:   | Damian Grabowski                              |

|                |           |                               |
| Chóras 23'39'’ | Marcatori | 25'03'’ Veltrop 36'05'’ Prijs |

| Arbitri: | Norbert Szilágyi Ugur Cakmak Juan Boelen |
| Crono:   | Damian Grabowski                         |

|              |           |  |
| Hand 11'36'’ | Marcatori |  |

| Arbitri: | Cristiano Santos Juan Boelen Norbert Szilágyi |
| Crono:   | Damian Grabowski                              |

|                 |           |                |
| Fronczak 4'18'’ | Marcatori | 15'00'’ Tytova |

### Gruppo 3
| Squadra        | P.ti | G | V | N | P | GF | GS | DR  |
| -------------- | ---- | - | - | - | - | -- | -- | --- |
| Portogallo (H) | 9    | 3 | 3 | 0 | 0 | 31 | 1  | +30 |
| Italia         | 6    | 3 | 2 | 0 | 1 | 15 | 5  | +10 |
| Bielorussia    | 1    | 3 | 0 | 1 | 2 | 3  | 23 | -20 |
| Slovenia       | 1    | 3 | 0 | 1 | 2 | 3  | 23 | -20 |

| Arbitri: | David Schaerli Yiangos Yiangou Ibrahim El Jilali |
| Crono:   | Ruben António Cardoso Santos                     |

| |           |  |
| Belli 0'23'’ Pomposelli 25'22'’, 33'38'’ Vanelli 27'16'’ Renatinha 27'42'’ Kranjc 34'22'’ (aut.), 39'59'’ (aut.) Ferrara 34'48'’ | Marcatori |  |

| Arbitri: | Ozan Soykan Ibrahim El Jilali Yiangos Yiangou |
| Crono:   | Ruben António Cardoso Santos                  |

|  |           | |
|  | Marcatori | 0'47'’, 35'18'’ Azevedo 1'25'’, 12'44'’ (rig.), 22'19'’, 33'23'’ Carla Vanessa 5'38'’ (aut.) Tsikhavodava 6'20'’, 17'12'’, 39'13'’ Janice Silva 12'25'’ (aut.) Shatsilenia 19'41'’, 24'57'’, 27'21'’ Fifó |

| Arbitri: | Ibrahim El Jilali David Schaerli Ozan Soykan |
| Crono:   | Ruben António Cardoso Santos                 |

|  |           |                                                                               |
|  | Marcatori | 5'13'’, 16'18'’, 38'30'’ Dal'maz 16'08'’, 31'00'’ (rig.) Belli 37'55'’ Grieco |

| Arbitri: | Yiangos Yiangou Ozan Soykan David Schaerli |
| Crono:   | Ruben António Cardoso Santos               |

| |           |  |
| Carla Vanessa 1'18'’, 11'31'’ (rig.), 33'33'’, 37'09'’ Jenny 10'15'’ C. Morgado 10'23'’ Janice Silva 12'56'’, 26'35'’ H. Nunes 16'57'’ Pedreira 19'57'’ Azevedo 32'44'’ Bucik 37'53'’ (aut.) | Marcatori |  |

| Arbitri: | Yiangos Yiangou Ibrahim El Jilali David Schaerli |
| Crono:   | Ruben António Cardoso Santos                     |

|                                     |           |                                             |
| Ines 14'08'’, 27'27'’ Ložar 14'31'’ | Marcatori | 34'23'’, 38'46'’ Vasilyeva 38'03'’ Buzinova |

| Arbitri: | Ozan Soykan David Schaerli Yiangos Yiangou |
| Crono:   | Ruben António Cardoso Santos               |

|                                                                        |           |                 |
| Fifó 14'45'’ Azevedo 26'58'’ Pisko 35'30'’ C. Morgado 37'31'’, 38'03'’ | Marcatori | 26'31'’ Dal'maz |

### Gruppo 4
| Squadra              | P.ti | G | V | N | P | GF | GS | DR |
| -------------------- | ---- | - | - | - | - | -- | -- | -- |
| Ungheria             | 7    | 3 | 2 | 1 | 0 | 7  | 3  | +4 |
| Bosnia ed Erzegovina | 6    | 3 | 2 | 0 | 1 | 6  | 5  | +1 |
| Slovacchia           | 2    | 3 | 0 | 2 | 1 | 5  | 6  | -1 |
| Rep. Ceca (H)        | 1    | 3 | 0 | 1 | 2 | 6  | 10 | -4 |

| Arbitri: | Chiara Perona Moshe Bohbot Monika Czudzinowicz |
| Crono:   | Radim Cep                                      |

|                  |           |              |
| Rybanská 21'29'’ | Marcatori | 31'13'’ Koch |

| Arbitri: | Dejan Veselic Monika Czudzinowicz Moshe Bohbot |
| Crono:   | Radim Cep                                      |

|                                  |           |                                         |
| Skálová 10'54'’ Špičková 34'19'’ | Marcatori | 2'50'’, 27'16'’ Glavota 10'38'’ Vujadin |

| Arbitri: | Monika Czudzinowicz Chiara Perona Dejan Veselic |
| Crono:   | Radim Cep                                       |

|                                                            |           |                                |
| Mujanović 13'59'’ (aut.) Zukić 16'05'’ (aut.) Folk 25'43'’ | Marcatori | 9'10'’ Bagarić 18'45'’ Glavota |

| Arbitri: | Moshe Bohbot Dejan Veselic Chiara Perona |
| Crono:   | Radim Cep                                |

|                                                                       |           |                                                             |
| Kucharčíková 13'36'’ Hanková 27'36'’ Tyčiaková 31'46'’ Valová 32'08'’ | Marcatori | 0'19'’ A. Šturmová 8'16'’, 21'21'’ Skálová 16'21'’ Špičková |

| Arbitri: | Chiara Perona Dejan Veselic Monika Czudzinowicz |
| Crono:   | Radim Cep                                       |

|                  |           |  |
| Alibašić 13'15'’ | Marcatori |  |

| Arbitri: | Moshe Bohbot Monika Czudzinowicz Dejan Veselic |
| Crono:   | Radim Cep                                      |

|                                          |           |  |
| Kota 0'20'’ Krascsenics 31'24'’, 37'24'’ | Marcatori |  |

## Final four
La Final Four si è svolta tra il 17 e il 19 marzo 2023 presso la Főnix Arena di Debrecen, in Ungheria.

### Squadre qualificate
Campione e federazione ospitante per l'anno in questione.
| Gruppo | Squadra    | Partecipazioni precedenti |
| ------ | ---------- | ------------------------- |
| 1      | Spagna     | 2 (2019, 2022)            |
| 2      | Ucraina    | 2 (2019, 2022)            |
| 3      | Portogallo | 2 (2019, 2022)            |
| 4      | Ungheria   | 1 (2022)                  |

### Tabellone
|  | Semifinali | Semifinali | Semifinali |        |         | Finale          | Finale          | Finale          |  |
|  |            |            |            |        |         |                 |                 |                 |  |
|  | Ucraina    | Ucraina    | 2          |        |         |                 |                 |                 |  |
|  | Ucraina    | Ucraina    | 2          |        |         |                 |                 |                 |  |
|  | Ungheria   | Ungheria   | 1          |        |         |                 |                 |                 |  |
|  | Ungheria   | Ungheria   | 1          |        | Ucraina | Ucraina         | 1               |                 |  |
|  |            |            |            |        | Ucraina | Ucraina         | 1               |                 |  |
|  |            |            | Spagna     | Spagna | 5       |                 |                 |                 |  |
|  | Spagna     | Spagna     | Spagna     | Spagna | 5       | 3               |                 |                 |  |
|  | Spagna     | Spagna     |            |        |         | 3               |                 |                 |  |
|  | Portogallo | Portogallo | 2          |        |         | Finale 3º posto | Finale 3º posto | Finale 3º posto |  |
|  | Portogallo | Portogallo | 2          |        |         |                 |                 |                 |  |
|  |            |            |            |        |         |                 |                 |                 |  |
|  |            |            |            |        |         | Ungheria        | Ungheria        | 0               |  |
|  |            |            |            |        |         | Ungheria        | Ungheria        | 0               |  |
|  |            |            |            |        |         | Portogallo      | Portogallo      | 12              |  |

Gli orari indicati sono locali (CET, UTC+1).

### Semifinali
| Arbitri: | Dejan Veselic Mislav Džeko Mariia Glekova |
| Crono:   | Dominykas Norkus                          |

|                                               |           |                               |
| Luci 7'56'’ Noelia 13'31'’ I. Córdoba 27'21'’ | Marcatori | 0'21'’, 26'57'’ Carla Vanessa |

| Arbitri: | Daniele D'Adamo Talgat Kosmukhambetov Fatma Özlem Tursun |
| Crono:   | Monika Czudzinowicz                                      |

|                         |           |                 |
| Shulha 14'32'’, 31'13'’ | Marcatori | 11'04'’ Horváth |

### Finale 3º posto
| Arbitri: | Fatma Özlem Tursun Dominykas Norkus Daniele D'Adamo |
| Crono:   | Mariia Glekova                                      |

|  |           | |
|  | Marcatori | 1'57'’ (aut.) Kota 9'56'’ (rig.), 19'03'’, 37'58'’ Carla Vanessa 13'21'’ Sara Ferreira 20'17'’ Lídia Moreira 24'50'’, 26'44'’ Carol 27'45'’, 29'29'’ Fifó 31'18'’ Janice Silva 35'22'’ Pisko |

### Finale
| Arbitri: | Mislav Džeko Dejan Veselic Monika Czudzinowicz |
| Crono:   | Dominykas Norkus                               |

|                |           |                                                                                           |
| Shulha 35'34'’ | Marcatori | 0'13'’ (rig.) Peque 10'05'’ (aut.) Babenko 19'05'’ Ale de Paz 20'26'’ Samper 36'46'’ Dany |

## Classifica marcatrici
Legenda:
- — squadra inattiva/eliminata in questo turno

| Posizione | Giocatrice           | PR | MR | FT | Totale |
| --------- | -------------------- | -- | -- | -- | ------ |
| 1         | Carla Vanessa        | —  | 8  | 5  | 13     |
| 2         | Vanessa Sotelo       | —  | 7  | 0  | 7      |
| 3         | Fifó                 | —  | 4  | 2  | 6      |
| 3         | Janice Silva         | —  | 5  | 1  | 6      |
| 3         | Branka Bagarić       | 5  | 1  | —  | 6      |
| 3         | Justine Gomboso      | 6  | 0  | —  | 6      |
| 7         | Yuliya Tytova        | —  | 5  | 0  | 5      |
| 7         | Laura Janna de Groen | 5  | 0  | —  | 5      |
| 9         | Irene Córdoba        | —  | 3  | 1  | 4      |
| 9         | Ale de Paz           | —  | 3  | 1  | 4      |
| 9         | Ana Azevedo          | —  | 4  | 0  | 4      |
| 9         | Rafaela Dal'maz      | —  | 4  | —  | 4      |
| 9         | Sandra Lind          | —  | 4  | —  | 4      |
| 9         | Senni Viren          | —  | 4  | —  | 4      |
| 9         | Matilde Drumont      | 3  | 1  | —  | 4      |
| 9         | Simone Hand          | 3  | 1  | —  | 4      |
| 9         | Anja Ložar           | 3  | 1  | —  | 4      |
| 9         | Sergeja Kos          | 4  | 0  | —  | 4      |
| 9         | Vina Crnoja          | 4  | 0  | —  | 4      |